# Москаццано
Москаццано (итал. Moscazzano) — коммуна в Италии, располагается в регионе Ломбардия, в провинции Кремона.
Население составляет 785 человек (2008 г.), плотность населения составляет 112 чел./км². Занимает площадь 7 км². Почтовый индекс — 26010. Телефонный код — 0373.
Покровителем коммуны почитается святой Пётр, празднование в первое воскресение июля.

## Демография
Динамика населения:

## Администрация коммуны
- Официальный сайт: http://sito.rup.cr.it/comune.moscazzano/